# W (revista)
W é uma revista norte-americana sobre moda de distribuição mensal pela Condé Nast Publications, que comprou a detentora original Fairchild Publications em 1999. A sua primeira publicação ocorreu 1972, e o seu editor é Stefano Tonchi. Nina Lawrence é a vice-presidente. O formato possui um total de 469 mil subscritores anuais.